# Tommy Portimo
Tommi "Tommy" Tapani Portimo (ur. 5 września 1981) – fiński perkusista i jeden z założycieli fińskiego zespołu metalowego Sonata Arctica. Obecnie zamieszkały w fińskim mieście Kemi.

## Instrumentarium
| Talerze perkusyjne Paiste - 14" Alpha Medium Hats - 16" Alpha Rock Crash - 17" Alpha Rock Crash - 10" Alpha Metal Splash - 12" Alpha Metal Splash - 18" Alpha Rock Crash - 19" Alpha Rock Crash - 20" Alpha Metal Ride - 14" Alpha Rock Hats - 18" RUDE China |  | Bębny Pearl - 22" x 16" Bass Drum (RF2216BX/C) - 10"x9"Tom (1009T/C) - 12" x 10" Tom (RF1210T/C) - 16" x 16" Floor Tom (RF1616F/C) - 18" x 16" Floor Tom (RF1816F/C) - 14" x 5" Snare Drum (RF1405S) |